# Chromatomyia dorsata
Chromatomyia dorsata este o specie de muște din genul Chromatomyia, familia Agromyzidae, descrisă de Friedrich Georg Hendel în anul 1920.
Este endemică în Croatia. Conform Catalogue of Life specia Chromatomyia dorsata nu are subspecii cunoscute.